# Thesaurus Linguae Latinae

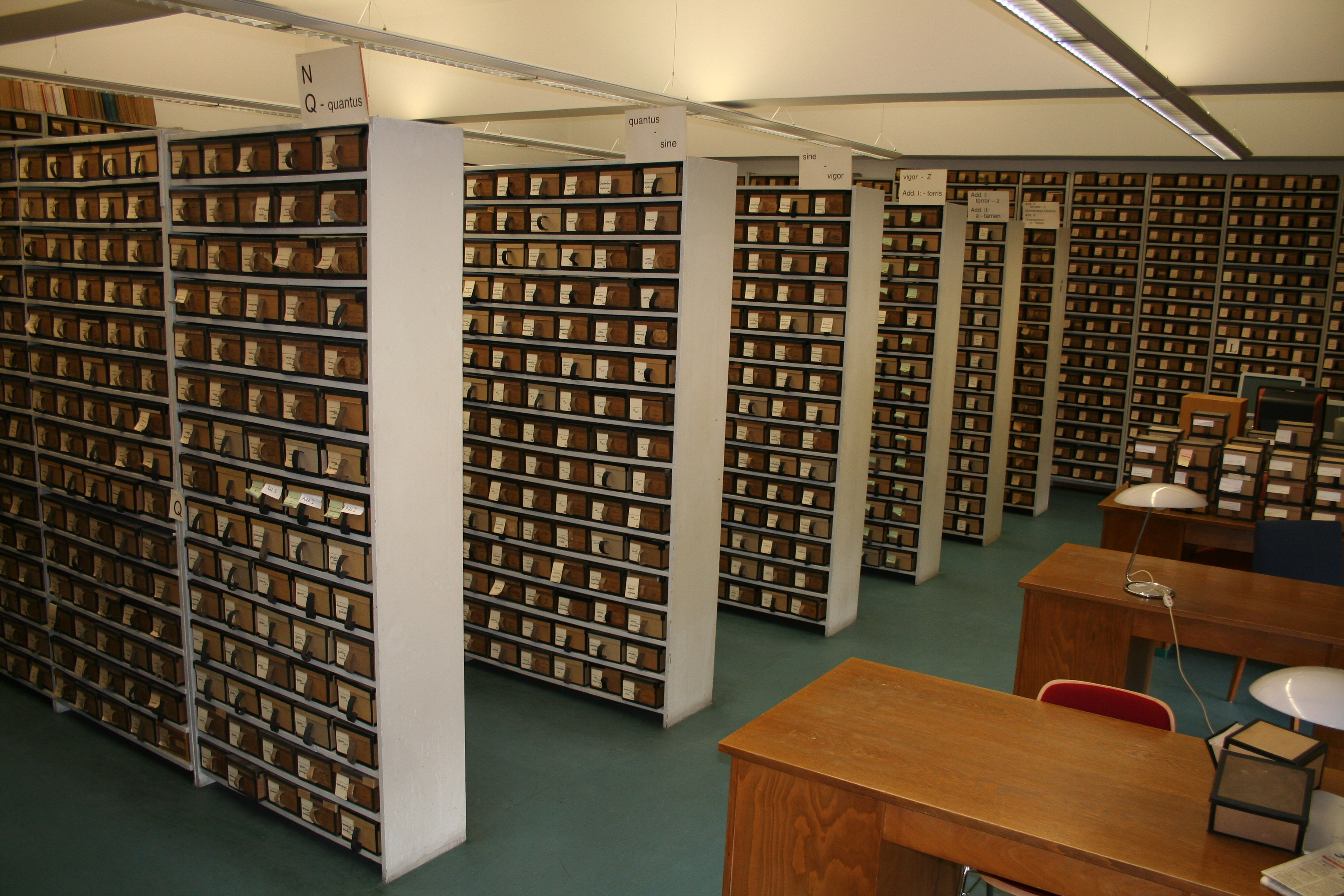
Schedario del Thesaurus Linguae Latinae

Il Thesaurus Linguae Latinae (abbreviato come ThLL o TLL) è un monumentale dizionario di latino. Comprende la lingua latina dalle sue origini fino alla latinità altomedievale di Isidoro di Siviglia (†636). 

## Storia
Il progetto ha avuto inizio nel 1894, la pubblicazione del primo volume nel 1900 e la fine è in programma per il 2050 circa. Nel 2007, erano stati pubblicati i volumi dalla A alla M e quello della O, con i volumi N, P e R vicini al completamento. L'istituzione che coordina il lavoro si trova in Germania, a Monaco di Baviera, alla Bayerische Akademie der Wissenschaften.